# AlphaBat
AlphaBat (кор.: 알파벳; стилизованно как AlphaBAT) — южнокорейская хип-хоп мужская группа, сформированная под руководством Simtong Entertainment в 2013 году. Группа также находится под японским лейблом Jakol Corporation начиная с 2016 года.

## История

### Предебют
AlphaBAT первоначально дебютировали в 2012 году как дуэт (Кюмин & Селин) под управлением YUB Entertainment. После ухода из агентства Кюмин покинул группу. Селин, который теперь носит сценический псевдоним «Йота», продолжил свою карьеру в составе AlphaBAT, которая выросла из дуэта в группу из девяти человек под управлением компании Simtong Entertainment.

### 2013—2014: Дебют сAB City,Ttanttara,Answer
Хотя их первое выступление для AB City состоялось 12 ноября 2013 года, когда они записали музыкальную программу Arirang: Simply Kpop, официальная дата дебютного выступления Simtong Entertainment для AlphaBAT была 14 ноября 2013 года, в тот день, когда AlphaBAT выступили в M!Countdown. Дебютный видеоклип AlphaBAT и песня «AB CITY» были показаны 15 марта.
Позже, мальчики выпустили второй рождественский тематический цифровой сингл «Surprise Party», раскрыв официальное название фэндома AlphaBAT: «Alpha».
Хотя их первое выступление состоялось 12 ноября 2013 года, было показано, что AlphaBAT вскоре вернется в конце февраля 2014 года с их первого мини-альбома: «Attention». За несколько дней до этого они выпустили сингл под названием «Always» в качестве подарка своим поклонникам за поддержку. Они, наконец, показали полный MV на 25-м, под названием «Ttanttara (딴따라)».
Группа вернулась 22 августа 2014 года со своим вторым мини-альбомом «Answer».

### 2015-настоящее время
Как было объявлено 1 ноября 2016 года на официальном Твиттере AlphaBAT в Японии, AlphaBAT, как оказалось, сменило компании с корейского лейбла Simtong Entertainment на японский лейбл Jakol Corporation вместе с членами: Коди, Дельта, Фти, Йота и младшего члена Джита, который был зачислен 9 ноября. Они будут продвигать в качестве пяти членов, которые включают добавление нового участника Каппа, который был представлен на официальном Твиттере AlphaBAT Japan 3 ноября. 2 декабря состоялся специальный выпуск для японцев. Деятельность включала Бэта, Емсилон, Гамма, Хита и Каппа. Продвигалась группа без Бэта из-за его вербовки.

## Участники

### Текущие участники
- Бэта (настоящее имя: Джи Ха Ён, кор.: 지하용) (вернулся из армии)
- Эпсилон (настоящее имя: Ю Ён Джин, кор.: 유영진)
- Гамма (настоящее имя: Ким Джун Су, кор.: 김준수)
- Хита (настоящее имя: Соль Джун, кор.: 설준)
- Каппа (настоящее имя: Ли Ён Хун, кор.: 이용훈) (участвует в деятельности группы с 2016)

### Бывшие участники
- Кюмин
- Юта (настоящее имя: Шин Се Рин, кор.: 신세린)
- Джита (настоящее имя: Ким Су Ёб, кор.: 김수엽) (в настоящее время зачислен в армию)
- Фий (настоящее имя: Ли Сан Ха, кор.: 이산하)
- Код (настоящее имя: Ким Сан Хун, кор.: 김상훈)
- Дельта (настоящее имя: Чо Ён Су, кор.: 최연수)

## Дискография

### Музыкальные видеоклипы
| Год  | Название                               | Продолжительность |
| ---- | -------------------------------------- | ----------------- |
| 2013 | AB City                                | 3:11              |
| 2013 | Surprise Party                         | 3:28              |
| 2014 | AB City (Practice Ver.)                | 3:09              |
| 2014 | Always                                 | 4:34              |
| 2014 | Ttantara                               | 3:32              |
| 2014 | Oh My Gosh!                            | 3:40              |
| 2014 | Oh My Gosh! (Dark Ver. with BOYLONDON) | 3:50              |
| 2017 | Get Your Luv                           | 3:13              |

### Другие музыкальные видео
| Год  | Название                       | Продолжительность |
| ---- | ------------------------------ | ----------------- |
| 2013 | Love In The Ice (DBSK Cover)   | 5:19              |
| 2013 | Bad Boy (100 % Cover)          | 3:19              |
| 2013 | Nothings Over (Infinite Cover) | 3:22              |
| 2014 | #A-Ya                          | 3:17              |

### Студийные альбомы
| Название  | Детали альбома                                                                           | Позиции в чартах | Позиции в чартах | Продажи      | Трек-лист |
| Название  | Детали альбома                                                                           | GaonWeekly       | GaonMonthly      | Продажи      | Трек-лист |
| Korean    | Korean                                                                                   | Korean           | Korean           | Korean       | Korean |
| --------- | ---------------------------------------------------------------------------------------- | ---------------- | ---------------- | ------------ | --- |
| Attention | - Выпущен: 25 февраля 2014 - Лейбл: Simtong Entertainment - Формат: CD, digital download | 20               | 42               | - KOR: 2,688 | 1. "War Head (Intro) " 2. «딴따라» 3. «Always» 4. «딴따라 (inst.)» 5. «AB CITY» 6. «Tantara(inst.)» 7. «AB CITY (inst.)» |
| Answer    | - Выпущен: 20 августа 2014 - Лейбл: Simtong Entertainment - Формат: CD, digital download | 23               | 46               | - KOR: 2,328 | 1. 아야 (#A-Ya) 2. 답정너(Oh My Gosh!) 3. 심통부려(Pass Out) 4. 답정너(Oh My Gosh!) (inst.) 5. 심통부려(Pass Out)(inst.) |

## Реалити шоу
- AlphaBat TV (веб-шоу) (03.07.2014 в TBA)

## Награды и номинации
| Год  | Награда                              | Категория          | Реципиент | Результат |
| ---- | ------------------------------------ | ------------------ | --------- | --------- |
| 2014 | 22nd KCEA Awards                     | Rookie of the year | AlphaBat  | Выиграли  |
| 2014 | 9th Korea Social Contribution Awards | Ambassador Award   | AlphaBat  | Выиграли  |